# Temple de Curtilles
L'ancienne église Saint-Pierre de Curtilles, aujourd'hui temple réformé, est inscrite comme bien culturel d'importance régionale dans la liste cantonale dressée en 2009.
|                                                                                           |  |  |
| Temple de Curtilles, photographié par Albert Naef en 1912 (Archives cantonales vaudoises. |  |  |

## Histoire
L'église de Curtilles est reconstruite au début du XIIIe siècle à en juger par le style de ses fenêtres primitives.  Si la nef ancienne subsiste avec en façade son rare clocher à arcades, le chœur, quant à lui, a été reconstruit vers 1510. La qualité architecturale de ce dernier atteste la présence d'un excellent bâtisseur, sans doute le maître maçon François de Curtine, d'origine genevoise. Les complexes retombées des voûtes de style gothique flamboyant ne sont pas sans rappeler celles réalisées par ce même constructeur à l'église Saint-Martin de Vevey.